# Halina Parafianowicz
Halina Parafianowicz (ur. 1953) – polska historyk, profesor nauk humanistycznych.
Specjalizuje się w historii Europy Środkowej i Wschodniej XIX-XX w., historii najnowszej powszechnej, historii USA. Pełni funkcję kierownika  Katedry Historii 1919 – 1945 Uniwersytetu w Białymstoku i redaktor naczelnej Białostockich Tek Historycznych.
W l. 1997-1998 stypendystka Programu Fulbrighta na George Washington University.
Od 1999 do 2005 pełniła funkcję dziekana Wydziału Historyczno-Socjologicznego Uniwersytetu w Białymstoku. W latach 2005-2008 była prorektorem ds. nauki i współpracy z zagranicą.
Odznaczona Złotym Krzyżem Zasługi oraz Medalem KEN. 

## Ważniejsze publikacje
- Polska w europejskiej polityce Stanów Zjednoczonych w okresie prezydentury Herberta C. Hoovera (1919-1933)  (1991)
- Zapomniany prezydent : biografia polityczna Herberta Clarka Hoovera (1993)
- Czechosłowacja w polityce Stanów Zjednoczonych w latach 1918-1933  (1996)
- Eleanor Anna Roosevelt (1884-1962) : w cieniu wielkiego męża (2000)